# Xylethrus perlatus
Espèce
Xylethrus perlatus est une espèce d'araignées aranéomorphes de la famille des Araneidae.

## Distribution
Cette espèce est endémique du Brésil,. Elle se rencontre dans le Centre-Ouest.

## Description
La femelle holotype redécrite par Levi en 1996 mesure 7,3 mm.

## Publication originale
- Simon, 1895 : Histoire naturelle des araignées. Paris, vol. 1, p. 761-1084 (texte intégral).